# Gier (Fluss)
Der Gier [ʒje] ist ein Fluss in der französischen Region Auvergne-Rhône-Alpes. Er entspringt am Mont Pilat, mitten im Regionalen Naturpark Pilat, im Gemeindegebiet von La Valla-en-Gier. Seine Quelle befindet sich an der Nordflanke des Crêt de la Perdrix, in circa 1335 Metern Höhe. Er entwässert zuerst nach Norden, schwenkt dann nach Nordost und erreicht nach rund 40 Kilometern bei Givors den Fluss Rhône, in den er als rechter Nebenfluss einmündet.
Auf seinem Weg durchquert er die Départements Loire und Rhône. Die Autobahn A47, die Saint-Étienne mit der Autobahn A7 verbindet, folgt seinem Tal.
Der lateinische Name des Flusses war Jaresis, woraus einerseits Gier entstand, andererseits sich auch der Namenszusatz Jarez für die im Gier-Tal gelegenen Orte Sainte-Croix-en-Jarez, Saint-Paul-en-Jarez und Saint-Romain-en-Jarez ableitet.

## Technikgeschichte

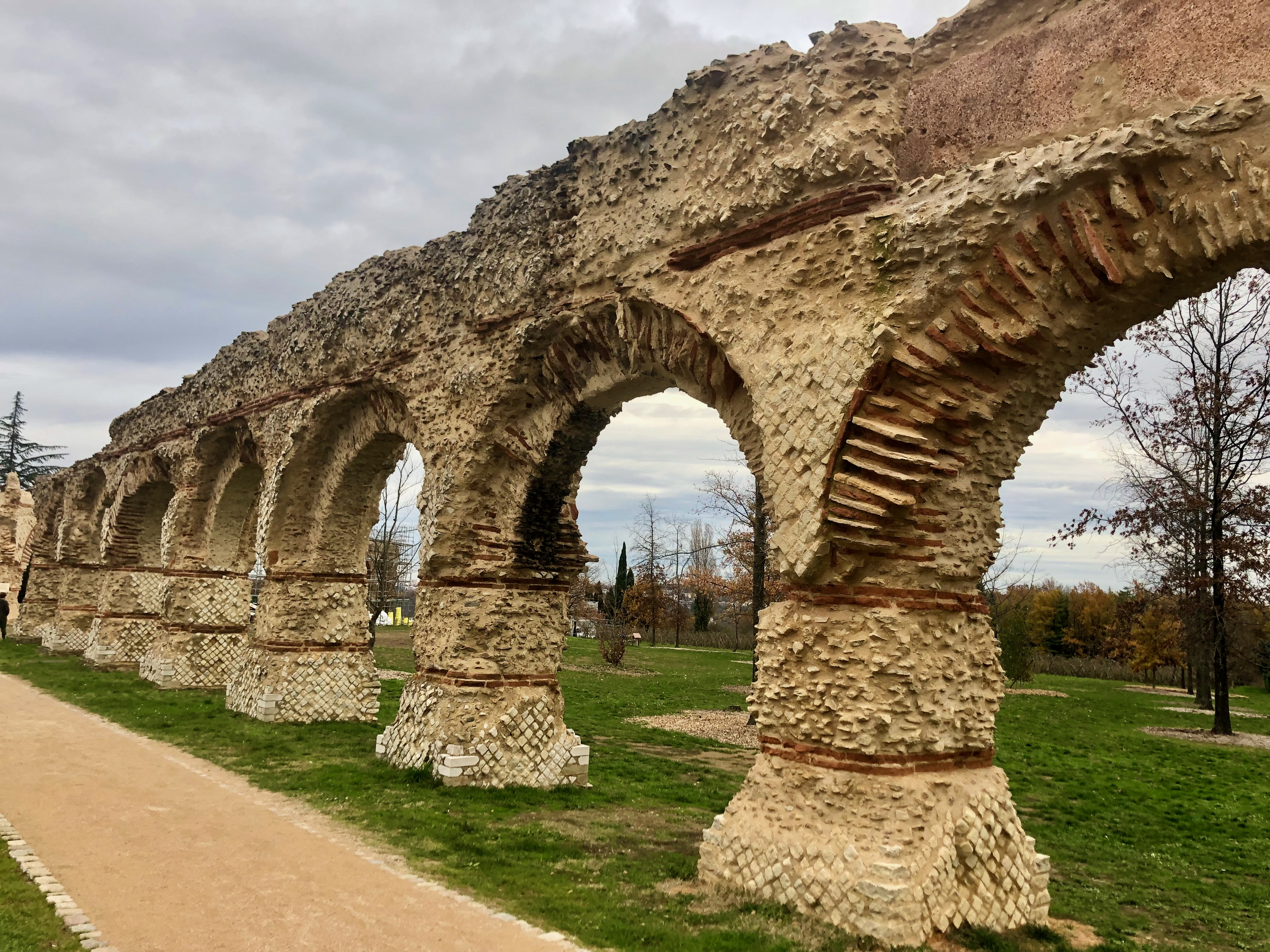
Über das Aquädukt von Gier wurde das Wasser des Gier in das antike Lugdunum geleitet. Der längste noch gut erhaltene Abschnitt steht in der heutigen Ortschaft Chaponost.

Die Römer führten das Wasser des Gier über ein 85 km langes Aquädukt bis nach Lugdunum (Lyon).
Durch das Tal des Gier baute der Ingenieur Marc Seguin 1826–1832 die Bahnstrecke Saint-Étienne–Lyon und begann auf der Teilstrecke zwischen Givors und Rive-de-Gier 1831 den ersten Bahnbetrieb mit Dampflokomotiven auf dem europäischen Kontinent.

## Orte am Fluss
- Saint-Chamond
- L’Horme
- La Grand-Croix
- Lorette
- Rive-de-Gier
- Givors